# En descendant la rue de Cuvier
En descendant la rue de Cuvier est une chanson paillarde dans le folklore carabin (étudiant en médecine). Elle est également connue sous le titre En descendant la rue d’Alger, et trouverait son origine chez les marins de Toulon, où se trouvent une « rue d’Alger » et l’hôpital maritime.